# Vallclara
Vallclara è un comune spagnolo di 123 abitanti situato nella comunità autonoma della Catalogna.